# 4INFO
4INFO es una corporación estadounidense que proporciona la tecnología de mercadotecnia móvil que ofrece la colocación de la publicidad y el seguimiento a través de múltiples plataformas, incluyendo ordenadores, teléfonos móviles, y sistemas de punto final tales como cajas registradoras. Los productos de la empresa recogen datos sobre el grado en que los clientes de sus clientes están expuestos a 4INFO anuncios. Los clientes de 4INFO incluyen Chevrolet, Citibank, Walmart y 1-800 -Flores.

## Historia
La empresa fue fundada en 2004 por Pankaj Shah y Zaw Thet. En un principio se centró en la publicidad de SMS basado en texto y en 2006 ganó un premio de tecnología emergente de Silicon Valley San Jose Business J. por ser pionero en una tecnología inalámbrica.
La empresa trabajó en la búsqueda móvil y en la publicación de SMS y la publicidad. Mayo de 2015 mBlox , un independiente proveedor de SMS de aplicación a persona ( A2P ) , adquirió la línea de negocio de 4INFO SMS
En 2008 Nielsen estima a 4INFO número 1 contenido SMS negocio de consumo en América del Norte por Nielsen, alegando para enviar 80 millones de mensajes de texto al mes en 2009 y 200 millones de mensajes de texto al mes desde el inicio de 2010. Nielsen anotando 4INFO número 1 proveedor de tasas estándar, publicidad SMS gratis en 2009 y el número 4 de la red de SMS en los Estados Unidos. En 2010 4INFO número 1 de alertas gratis mensajes de texto y de información en los Estados Unidos y número 1 de la red de SMS Estados Unidos. En 2010, fue calificado como el segundo más grande de publicidad móvil de redes de EE. UU. En 2015 ocupó el puesto 4INFO 1742 en el Inc. 5000 como uno de los de más rápido crecimiento en las empresas privadas de Estados Unidos. La compañía es una empresa innovadora en Ad Mobile Targeting.

## Operaciones
La compañía, con sede en San Mateo, California, cuenta con oficinas adicionales en Estados Unidos; en total, emplea a 45 personas Conocido por la entrega de la publicidad en los mensajes de texto SMS , la empresa se trasladó a los anuncios para móviles. 4INFO compra datos anónimos que utilizan los clientes para enviar publicidad dirigida.
La compañía utiliza plataformas tecnológicas y el reconocimiento de ubicación múltiple para determinar cuándo deben ser enviados los anuncios.
Los clientes son capaces de obtener datos en tiempo real sobre lo bien que sus campañas están trabajando, y modificar para que se adapte mejor a sus características demográficas. A través del software de 4INFO, los clientes pueden realizar un seguimiento de los hábitos de compra a través de muchos dispositivos, e interactuar con los compradores al instante en función de sus compras en el pasado.

## Cronología reciente
- 2015: En junio, 4INFO y DMG Solutions anunciaron una alianza estratégica la creación de soluciones para cambiar la forma vendedores se acercan al mercado multicultural en los Estados Unidos y llegar a públicos específicos.[46]

- 2016: 4INFO y Crossix formaron una de nivel Familiar Ad Targeting en los Estados Unidos . 4INFO afirma que hicieron un proceso de configuración de seis meses que no permite que los datos de identificación personal tocan los sistemas de los socios con el fin de cumplir con HIPAA . corredor y los servicios de datos de empresas Axciom se sienta en el medio Crossix y 4INFO .[47]

- 2017: En julio, 4INFO y Acxiom anunciaron una alianza estratégica expandiendo a México.[48]